# Superg!rl
Supergirl (stiliserat SUPERG!RL) är den låt som skulle representerat Grekland i Eurovision Song Contest 2020. Låten kommer framföras av den grekisk-holländska sångaren Stefania Liberakakis. Stefania har tidigare internt valts som landets representant av det grekiska public service  Hellenic Broadcasting Corporation (ERT).

## Bakgrund
"Supergirl" skrevs och komponerades av Anastasios Rammos, Diverno, Gabriel Russell och Pavlos Manolis och Dimitris Kontopoulos . Sharon Vaughn medverkade även i skrivprocessen. De kallar sig för Arcade group och har också producerat låten. Den släpptes den 1 mars 2020 tillsammans med det officiella videoklippet under premiären av ERT:s nya program, Eurovision Song Contest - Final Countdown, lett av Mihalis Marinos.
Låten uppmuntrar tonåringar att tro på sig själva och nå sina drömmar. "Supergirl" är inspirerad av Stefanias eget liv, där hon försöker kombinera sitt liv som student med drömmen om att få sjunga. "Stefania har en väldigt kraftfull röst och en mycket behaglig ton," har kompositören och producenten Dimitris Kontopoulos sagt med tillägget att "för att vara ärlig har det varit väldigt svårt att hitta rätt låt för Stefania, eftersom vi velat ha något som både passar hennes ålder och personlighet. Det här är första gången jag deltar i Eurovision med Arcade; vilka är en grupp mycket begåvade kompositörer och producenter. Jag ser det också som en ära varje gång jag får arbeta med den fantastiska låtskrivaren Sharon Vaughn".

## Eurovision Song Contest
Låten kommer att representera Grekland i Eurovision Song Contest 2020, efter att Stefania internt valts av det grekiska tv-huset Hellenic Broadcasting Corporation (ERT). Den 28 januari 2020 hölls lottningen om vilken semifinal samt vilken halva av showen varje land skulle hamna i. Grekland lottades till den första halvan av den andra semifinalen som hålls den 14 maj 2020. 

## Historik
| Region | Datum       | Plattform                      | Skivbolag      | Ref. |
| ------ | ----------- | ------------------------------ | -------------- | ---- |
| Flera  | 1 mars 2020 | Digital nedladdning, streaming | Egen utgivning |      |